# 테건 앤드 세라
티건 앤드 세라(Tegan And Sara)는 캐나다의 인디 음악 듀오이다. 멤버 티건 퀸과 세라 퀸은 일란성 쌍둥이이다.

## 구성원

### 정식 멤버
- 티건 퀸 – 보컬, 기타, 키보드
- 세라 퀸 – 보컬, 기타, 키보드

### 세션 및 투어링 멤버
현재
- 테드 고완스 – 기타 (2004년–현재)
- 제스퍼 릭 – 베이스 (2012년–현재)
- 존 스펜스 – 키보드 (2012년–현재)
- 애덤 크리스트가우 – 드럼 (2013년–현재)

이전
- 조니 앤드류스 – 드럼 (2006년–2010년)
- 숀 후버츠 – 베이스 (2007년–2010년)
- 던 켈리 – 베이스 (2007년)
- 크리스 찰슨 – 베이스 (2001년–2006년)
- 롭 크루신오프 – 드럼 (2001년–2005년)
- 제이슨 맥거 – 드럼 (2012)

## 음반 목록

### 정규 앨범
- Under Feet Like Ours (1999년)
- This Business of Art (2000년)
- If It Was You (2002년)
- So Jealous (2004년)
- The Con (2007년)
- Sainthood (2009년)
- Heartthrob (2013년)
- Love You To Death (2016년)

### DVD
- It's Not Fun Don't Do It (2005년)
- The Con DVD (2007년)
- Get Along (2011년)